# 肖莎
肖莎（1992年6月15日—） ，生於貴州省，布依族，曾是中国國家體操運動員，於2009年末退役。強項是平衡木。

## 簡介
肖莎於1998年開始進行體操訓練，約2004年進入國家體操隊。
2007年世界體操錦標賽女團其中一員。
在2009年第十一屆全國運動會結束後，肖莎決定退役，現就讀於北京體育大學。

## 主要比賽成績
- 2006年 全國體操冠軍總決賽女子全能冠軍
- 2007年 全國體操錦標賽女子全能亞軍
- 2007年 斯圖加特體操世錦賽女子團體亞軍，個人全能第七名
- 2008年 全國體操冠軍賽女子平衡木冠軍
- 2009年 全運會預賽暨全國體操錦標賽女子全能季軍
- 2009年 日本杯女子團體冠軍
- 2009年 全國體操冠軍賽女子全能，平衡木冠軍